# 4. NL NS Rijeka 2020./21.
Ovaj članak je podtema članka: 4. rang HNL-a 2020./21.

4. NL NS Rijeka (Četvrta nogometna liga Nogometnog središta Rijeka) u sezoni 2020./21. je predstavljala ligu četvrtog stupnja hrvatskog nogometnog prvenstva. 
 
Sudjelovalo 10 klubova iz Istarske, Ličko-senjske i Primorsko-goranske županije. 
 
Prvak je postao "Pomorac 1921" iz Kostrene.

## Sustav natjecanja
Deset klubova igralo trokružnu ligu (27 kola).

## Sudionici
| Primorsko-goranska županija - Borac Bakar - Halubjan Viškovo - Kraljevica - Lokomotiva Rijeka - Pomorac 1921 Kostrena - Vihor Baška | Istarska županija - Medulin 1921 - Mladost Fažana | Ličko-senjska županija - Gospić 91 - Otočac |

## Ljestvica
| mj. | klub                  | ut. | pob. | ner. | por. | gol+ | gol- | bod | bod- |
| --- | --------------------- | --- | ---- | ---- | ---- | ---- | ---- | --- | ---- |
| 1.  | Pomorac 1921 Kostrena | 27  | 15   | 9    | 3    | 47   | 21   | 54  |      |
| 2.  | Mladost Fažana        | 27  | 12   | 9    | 6    | 41   | 22   | 45  |      |
| 3.  | Kraljevica            | 27  | 9    | 11   | 7    | 43   | 30   | 38  |      |
| 4.  | Halubjan Viškovo      | 27  | 10   | 7    | 10   | 35   | 37   | 36  | -1   |
| 5.  | Medulin 1921          | 27  | 9    | 7    | 11   | 34   | 39   | 34  |      |
| 6.  | Borac Bakar           | 27  | 11   | 6    | 10   | 43   | 45   | 33  | -6   |
| 7.  | Otočac                | 27  | 8    | 8    | 11   | 20   | 27   | 32  |      |
| 8.  | Gospić 91             | 27  | 9    | 5    | 13   | 37   | 52   | 32  |      |
| 9.  | Lokomotiva Rijeka     | 27  | 6    | 12   | 9    | 29   | 39   | 30  |      |
| 10. | Vihor Baška           | 27  | 5    | 8    | 14   | 38   | 55   | 23  |      |

## Rezultatska križaljka
| kratica | klub                  | BOR | GOS | HAL | KRA | LOK | MED | MLA | OTO | POM | VIH |
| --- | --------------------- | --- | --- | --- | --- | --- | --- | --- | --- | --- | --- |
| BOR | Borac Bakar           |     |     |     |     |     |     |     |     |     |     |
| GOS | Gospić 91             |     |     |     |     |     |     |     |     |     |     |
| HAL | Halubjan Viškovo      |     |     |     |     |     |     |     |     |     |     |
| KRA | Kraljevica            |     |     |     |     |     |     |     |     |     |     |
| LOK | Lokomotiva Rijeka     |     |     |     |     |     |     |     |     |     |     |
| MED | Medulin 1921          |     |     |     |     |     |     |     |     |     |     |
| MLA | Mladost Fažana        |     |     |     |     |     |     |     |     |     |     |
| OTO | Otočac                |     |     |     |     |     |     |     |     |     |     |
| POM | Pomorac 1921 Kostrena |     |     |     |     |     |     |     |     |     |     |
| VIH | Vihor Baška           |     |     |     |     |     |     |     |     |     |     |
| |                       |     |     |     |     |     |     |     |     |     |     |
| podebljan rezultat - utakmice od 1. do 9., te od 19. do 27. kola (1. i 3. utakmica između klubova) rezultat normalne debljine - utakmice od 10. do 18. kola (2. utakmica između klubova) rezultat nakošen - nije vidljiv redoslijed odigravanja međusobnih utakmica iz dostupnih izvora rezultat smanjen * - iz dostupnih izvora nije uočljiv domaćin susreta prekrižen rezultat - poništena ili brisana utakmica p - utakmica prekinuta 3:0 p.f. / 0:3 p.f. - rezultat 3:0 bez borbe n.i. - nije igrano |                       |     |     |     |     |     |     |     |     |     |     |

 Izvori: 

## Vanjske poveznice
- hns-cff.hr, Središte Rijeka
- grevagol.com
- sportcom.hr, Četvrta liga (Z)
- istrasport.eu, Četvrta HNL Zapad